# 钟作猷
钟作猷（1902年—1988年），男，四川双流人，中国英语文学研究家，曾任天津外国语学院教授。